# Museo de Arte Contemporáneo Gas Natural Fenosa
El Museo de Arte Contemporáneo Gas Natural Fenosa (MAC), antes conocido como Museo de Arte Contemporáneo Unión Fenosa (MACUF) fue un museo que acogía la colección de arte de la compañía eléctrica Unión Fenosa, reunida a partir de las aportaciones de las bienales de arte contemporáneo que desde 1989 promueve dicha entidad. Albergaba una importante muestra del denominado "movimiento renovador" de artistas gallegos. 
En octubre de 2018 la Fundación Naturgy anunció el cierre del museo para el 30 de diciembre del mismo año. Compartía edificio con el Museo de la Electricidad, cerrado 19 años antes.

## Dirección
El museo fue dirigido por Luis Caruncho entre 1995 y 2005. La directora hasta 2016 fue Carmen Fernández Rivera. Posteriormente y hasta su cierre fue Eva Buch Garcia

### Otros artículos
- Colección Afundación